# Anii 630
Secole: Secolul al VI-lea - Secolul al VII-lea - Secolul al VIII-lea
Decenii: Anii 580 Anii 590 Anii 600 Anii 610 Anii 620 - Anii 630 - Anii 640 Anii 650 Anii 660 Anii 670 Anii 680
Ani: 630 | 631 | 632 | 633 | 634 | 635 | 636 | 637 | 638 | 639